# Éliminatoires de la Coupe d'Afrique des nations de football 2000
 (janvier 2024).
Si vous disposez d'ouvrages ou d'articles de référence ou si vous connaissez des sites web de qualité traitant du thème abordé ici, merci de compléter l'article en donnant les références utiles à sa vérifiabilité et en les liant à la section « Notes et références ».

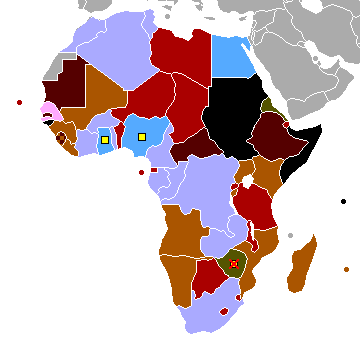
Carte des équipes disputant les éliminatoires de la coupe d'Afrique des nations de 2000

Les qualifications pour la Coupe d'Afrique des nations de football 2000 disputée au Ghana et au Nigeria se sont déroulées en deux tours. Le tour préliminaire dont étaient exemptés un certain nombre d'équipes, s'est disputé par matchs aller-retour à élimination directe. Le tour principal était sous la forme d'une phase de poules (sept groupes de quatre équipes, les deux premiers qualifiés).
47 équipes s'inscrivent à ces éliminatoires. L'Égypte (tenant du titre) et le Zimbabwe qui devait organiser l’événement sont qualifiés d'office, avant que le Zimbabwe n'abandonne l’organisation du tournoi. Les hôtes de substitution choisis pour l'organisation de la Coupe d'Afrique des nations 2000 sont le Nigeria et le Ghana qui se retrouvent ainsi qualifiés automatiquement alors que la phase éliminatoire est en cours. Le Zimbabwe perd sa qualification automatique et doit disputer un tournoi de barrages contre les deuxièmes des deux groupes réduits à trois où figuraient initialement le Nigeria et le Ghana.

## Participants
Qualifiés d'office :
- Égypte (Tenant du titre)
- Ghana (Co-organisateur)
- Nigeria (Co-organisateur)

## Tour préliminaire
| Groupe 1   | Groupe 1      | Groupe 1             | Groupe 1 | Groupe 1             | Groupe 1     |
| ---------- | ------------- | -------------------- | -------- | -------------------- | ------------ |
| 02.08.1998 | Gaborone      | Botswana             | –        | Mozambique           | 0:0          |
| 15.08.1998 | Maputo        | Mozambique *         | –        | Botswana             | 2:1          |
|            |               | Érythrée *           | -        | Éthiopie             | Q. - forfait |
|            |               | Ghana *              | Exempté  | Exempté              | Exempté      |
|            |               | Cameroun *           | Exempté  | Exempté              | Exempté      |
|            |               |                      |          |                      |              |
| Groupe 2   |               |                      |          |                      |              |
| 01.08.1998 | Libreville    | Sao Tomé-et-Principe | –        | Togo                 | 0:4          |
| 18.08.1998 | Lomé          | Togo *               | –        | Sao Tomé-et-Principe | 2:0          |
|            |               | Sierra Leone *       | -        | Mauritanie           | Q. - forfait |
|            |               | Guinée *             | Exempté  | Exempté              | Exempté      |
|            |               | Maroc *              | Exempté  | Exempté              | Exempté      |
|            |               |                      |          |                      |              |
| Groupe 3   |               |                      |          |                      |              |
| 02.08.1998 | Bamako        | Mali                 | –        | Cap-Vert             | 3:0          |
| 16.08.1998 | Praia         | Cap-Vert             | –        | Mali *               | 0:0          |
| 01.08.1998 | Windhoek      | Namibie              | –        | Malawi               | 2:1          |
| 15.08.1998 | Blantyre      | Malawi               | –        | Namibie *            | 0:1          |
|            |               | Côte d'Ivoire *      | Exempté  | Exempté              | Exempté      |
|            |               | Congo *              | Exempté  | Exempté              | Exempté      |
|            |               |                      |          |                      |              |
| Groupe 4   |               |                      |          |                      |              |
| 02.08.1998 | Bata          | Guinée équatoriale   | –        | Gabon                | 0:2          |
| 16.08.1998 | Libreville    | Gabon *              | –        | Guinée équatoriale   | 3:0          |
| 02.08.1998 | Maseru        | Lesotho              | –        | Maurice              | 1:1          |
| 23.08.1998 | Curepipe      | Maurice *            | –        | Lesotho              | 3:1          |
| 01.08.1998 | Cotonou       | Bénin                | –        | Angola               | 2:1          |
| 16.08.1998 | Luanda        | Angola *             | –        | Bénin                | 2:0          |
|            |               | Afrique du Sud *     | Exempté  | Exempté              | Exempté      |
|            |               |                      |          |                      |              |
| Groupe 5   |               |                      |          |                      |              |
| 02.08.1998 | Bujumbura     | Burundi              | –        | Tanzanie             | 1:0          |
| 16.08.1998 | Dar es Salaam | Tanzanie             | –        | Burundi *            | 0:1          |
|            |               | Sénégal *            | -        | Gambie               | Q. - forfait |
|            |               | Burkina Faso *       | Exempté  | Exempté              | Exempté      |
|            |               | Nigeria *            | Exempté  | Exempté              | Exempté      |
|            |               |                      |          |                      |              |
| Groupe 6   |               |                      |          |                      |              |
| 02.08.1998 | N'Djamena     | Tchad                | –        | Congo                | 1:1          |
| 16.08.1998 | Pointe Noire  | Congo *              | –        | Tchad                | 0:0          |
| 02.08.1998 | Mbabane       | Eswatini             | –        | Madagascar           | 1:2          |
| 23.08.1998 | Antananarivo  | Madagascar *         | –        | Eswatini             | 1:1          |
| 31.07.1998 | Nairobi       | Djibouti             | –        | Kenya                | 0:3          |
| 15.08.1998 | Nairobi       | Kenya *              | –        | Djibouti             | 9:1          |
|            |               | Zambie *             | Exempté  | Exempté              | Exempté      |
|            |               |                      |          |                      |              |
| Groupe 7   |               |                      |          |                      |              |
| 31.07.1998 | Tripoli       | Libye                | –        | Algérie              | 1:3          |
| 14.08.1998 | Alger         | Algérie *            | –        | Libye                | 3:0          |
| 02.08.1998 | Niamey        | Niger                | –        | Liberia              | 2:1          |
| 16.08.1998 | Monrovia      | Liberia *            | –        | Niger                | 2:0          |
| 01.08.1998 | Kampala       | Ouganda              | –        | Rwanda               | 5:0          |
| 16.08.1998 | Kigali        | Rwanda               | –        | Ouganda *            | 0:0          |
|            |               | Tunisie *            | Exempté  | Exempté              | Exempté      |

## Tour principal

### Groupe 1
| R  | Équipe     | Pts. | J                                                                  | G                                                                  | N                                                                  | P                                                                  | Buts                                                               | Diff.                                                              |
| -- | ---------- | ---- | ------------------------------------------------------------------ | ------------------------------------------------------------------ | ------------------------------------------------------------------ | ------------------------------------------------------------------ | ------------------------------------------------------------------ | ------------------------------------------------------------------ |
| 1. | Cameroun   | 10   | 4                                                                  | 3                                                                  | 1                                                                  | 0                                                                  | 8:1                                                                | +7                                                                 |
| 2. | Érythrée   | 4    | 4                                                                  | 1                                                                  | 1                                                                  | 2                                                                  | 2:4                                                                | -2                                                                 |
| 3. | Mozambique | 3    | 4                                                                  | 1                                                                  | 0                                                                  | 3                                                                  | 4:9                                                                | -5                                                                 |
| Q. | Ghana      | Q.   | Le Ghana a été désigne le 15 mars 1999 comme hôte de remplacement. | Le Ghana a été désigne le 15 mars 1999 comme hôte de remplacement. | Le Ghana a été désigne le 15 mars 1999 comme hôte de remplacement. | Le Ghana a été désigne le 15 mars 1999 comme hôte de remplacement. | Le Ghana a été désigne le 15 mars 1999 comme hôte de remplacement. | Le Ghana a été désigne le 15 mars 1999 comme hôte de remplacement. |

| 04.10.1998 | Douala  | Cameroun   | – | Ghana      | 1:3 |
| 04.10.1998 | Maputo  | Mozambique | – | Érythrée   | 3:1 |
| 23.01.1999 | Asmara  | Érythrée   | – | Cameroun   | 0:0 |
| 24.01.1999 | Accra   | Ghana      | – | Mozambique | 1:0 |
| 28.02.1999 | Yaoundé | Cameroun   | – | Mozambique | 1:0 |
| 28.02.1999 | Accra   | Ghana      | – | Érythrée   | 5:0 |
| 11.04.1999 | Maputo  | Mozambique | – | Cameroun   | 1:6 |
| 06.06.1999 | Yaoundé | Cameroun   | – | Érythrée   | 1:0 |
| 19.06.1999 | Asmara  | Érythrée   | – | Mozambique | 1:0 |

### Groupe 2
| R  | Équipe       | Pts. | J       | G       | N       | P       | Buts    | Diff.   |
| -- | ------------ | ---- | ------- | ------- | ------- | ------- | ------- | ------- |
| 1. | Maroc        | 8    | 4       | 2       | 2       | 0       | 6:4     | +2      |
| 2. | Togo         | 4    | 4       | 1       | 1       | 2       | 6:6     | 0       |
| 3. | Guinée       | 4    | 4       | 1       | 1       | 2       | 3:5     | -2      |
|    | Sierra Leone |      | Forfait | Forfait | Forfait | Forfait | Forfait | Forfait |

| 03.10.1998 | Casablanca | Maroc  | – | Sierra Leone | 3:0 |
| 04.10.1998 | Lomé       | Togo   | – | Guinée       | 2:0 |
| 24.01.1999 | Conakry    | Guinée | – | Maroc        | 1:1 |
| 28.02.1999 | Lomé       | Togo   | – | Maroc        | 2:3 |
| 11.04.1999 | Casablanca | Maroc  | – | Togo         | 1:1 |
| 06.06.1999 | Rabat      | Maroc  | – | Guinée       | 1:0 |
| 20.06.1999 | Conakry    | Guinée | – | Togo         | 2:1 |

### Groupe 3
| R  | Équipe        | Pts. | J | G | N | P | Buts | Diff. |
| -- | ------------- | ---- | - | - | - | - | ---- | ----- |
| 1. | Côte d'Ivoire | 11   | 6 | 3 | 2 | 1 | 7:2  | +5    |
| 2. | Congo         | 10   | 6 | 3 | 1 | 2 | 6:5  | +1    |
| 3. | Mali          | 9    | 6 | 2 | 3 | 1 | 5:3  | +2    |
| 4. | Namibie       | 2    | 6 | 0 | 2 | 4 | 2:10 | -8    |

| 03.10.1998 | Windhoek     | Namibie       | – | Congo         | 0:1 |
| 04.10.1998 | Bamako       | Mali          | – | Côte d'Ivoire | 0:1 |
| 24.01.1999 | Abidjan      | Côte d'Ivoire | – | Namibie       | 3:0 |
| 24.01.1999 | Pointe Noire | Congo         | – | Mali          | 0:0 |
| 28.02.1999 | Pointe Noire | Congo         | – | Côte d'Ivoire | 1:0 |
| 11.04.1999 | Bamako       | Mali          | – | Namibie       | 2:1 |
| 11.04.1999 | Abidjan      | Côte d'Ivoire | – | Congo         | 2:0 |
| 08.05.1999 | Windhoek     | Namibie       | – | Mali          | 0:0 |
| 05.06.1999 | Windhoek     | Namibie       | – | Côte d'Ivoire | 1:1 |
| 06.06.1999 | Bamako       | Mali          | – | Congo         | 3:1 |
| 20.06.1999 | Abidjan      | Côte d'Ivoire | – | Mali          | 0:0 |
| 20.06.1999 | Pointe Noire | Congo         | – | Namibie       | 3:0 |

### Groupe 4
| R  | Équipe         | Pts. | J | G | N | P | Buts  | Diff. |
| -- | -------------- | ---- | - | - | - | - | ----- | ----- |
| 1. | Afrique du Sud | 11   | 6 | 3 | 2 | 1 | 10:5  | +5    |
| 2. | Gabon          | 10   | 6 | 3 | 1 | 2 | 10:10 | 0     |
| 3. | Maurice        | 6    | 6 | 1 | 3 | 2 | 6:8   | -2    |
| 4. | Angola         | 5    | 6 | 1 | 2 | 3 | 7:10  | -3    |

| 03.10.1998 |  | Afrique du Sud | – | Angola         | 1:0 |
| 04.10.1998 |  | Gabon          | – | Maurice        | 2:0 |
| 23.01.1999 |  | Maurice        | – | Afrique du Sud | 1:1 |
| 24.01.1999 |  | Angola         | – | Gabon          | 3:1 |
| 27.02.1999 |  | Afrique du Sud | – | Gabon          | 4:1 |
| 28.02.1999 |  | Angola         | – | Maurice        | 0:2 |
| 10.04.1999 |  | Gabon          | – | Afrique du Sud | 1:0 |
| 10.04.1999 |  | Maurice        | – | Angola         | 1:1 |
| 05.06.1999 |  | Afrique du Sud | – | Maurice        | 2:0 |
| 06.06.1999 |  | Gabon          | – | Angola         | 3:1 |
| 20.06.1999 |  | Angola         | – | Afrique du Sud | 2:2 |
| 20.06.1999 |  | Maurice        | – | Gabon          | 2:2 |

### Groupe 5
| R  | Équipe       | Pts. | J                                                                    | G                                                                    | N                                                                    | P                                                                    | Buts                                                                 | Diff.                                                                |
| -- | ------------ | ---- | -------------------------------------------------------------------- | -------------------------------------------------------------------- | -------------------------------------------------------------------- | -------------------------------------------------------------------- | -------------------------------------------------------------------- | -------------------------------------------------------------------- |
| 1. | Burkina Faso | 8    | 4                                                                    | 2                                                                    | 2                                                                    | 0                                                                    | 8:5                                                                  | +3                                                                   |
| 2. | Sénégal      | 5    | 4                                                                    | 1                                                                    | 2                                                                    | 1                                                                    | 4:4                                                                  | 0                                                                    |
| 3. | Burundi      | 3    | 4                                                                    | 1                                                                    | 0                                                                    | 3                                                                    | 3:6                                                                  | -3                                                                   |
| Q. | Nigeria      | Q.   | Le Nigeria a été désigne le 15 mars 1999 comme hôte de remplacement. | Le Nigeria a été désigne le 15 mars 1999 comme hôte de remplacement. | Le Nigeria a été désigne le 15 mars 1999 comme hôte de remplacement. | Le Nigeria a été désigne le 15 mars 1999 comme hôte de remplacement. | Le Nigeria a été désigne le 15 mars 1999 comme hôte de remplacement. | Le Nigeria a été désigne le 15 mars 1999 comme hôte de remplacement. |

| 03.10.1998 | Ouagadougou | Burkina Faso | – | Nigeria      | 0:0 |
| 13.12.1998 | Bujumbura   | Burundi      | – | Sénégal      | 1:0 |
| 23.01.1999 | Abeokuta    | Nigeria      | – | Burundi      | 2:0 |
| 23.01.1999 | Dakar       | Sénégal      | – | Burkina Faso | 1:1 |
| 28.02.1999 | Dakar       | Sénégal      | – | Nigeria      | 1:1 |
| 28.02.1999 | Bujumbura   | Burundi      | – | Burkina Faso | 1:2 |
| 11.04.1999 | Ouagadougou | Burkina Faso | – | Burundi      | 3:1 |
| 06.06.1999 | Ouagadougou | Burkina Faso | – | Sénégal      | 2:2 |
| 19.06.1999 | Dakar       | Sénégal      | – | Burundi      | 1:0 |

### Groupe 6
| R  | Équipe     | Pts. | J | G | N | P | Buts | Diff. |
| -- | ---------- | ---- | - | - | - | - | ---- | ----- |
| 1. | Zambie     | 16   | 6 | 5 | 1 | 0 | 9:2  | +7    |
| 2. | RD Congo   | 10   | 6 | 3 | 1 | 2 | 7:6  | +1    |
| 3. | Madagascar | 5    | 6 | 1 | 2 | 3 | 6:10 | -4    |
| 4. | Kenya      | 2    | 6 | 0 | 2 | 4 | 3:7  | -4    |

| 03.10.1998 | Nairobi       | Kenya      | – | Madagascar | 1:1 |
| 04.10.1998 | Lusaka        | Zambie     | – | RD Congo   | 1:1 |
| 24.01.1999 | Antananarivo  | Madagascar | – | Zambie     | 1:2 |
| 24.01.1999 | Kinshasa      | RD Congo   | – | Kenya      | 2:1 |
| 28.02.1999 | Nairobi       | Kenya      | – | Zambie     | 0:1 |
| 28.02.1999 | Antananarivo  | Madagascar | – | RD Congo   | 3:1 |
| 10.04.1999 | Lusaka        | Zambie     | – | Kenya      | 1:0 |
| 11.04.1999 | Kinshasa      | RD Congo   | – | Madagascar | 2:0 |
| 06.06.1999 | Nairobi       | Kenya      | – | RD Congo   | 0:1 |
| 06.06.1999 | Chililabombwe | Zambie     | – | Madagascar | 3:0 |
| 20.06.1999 | Kinshasa      | RD Congo   | – | Zambie     | 0:1 |
| 20.06.1999 | Antananarivo  | Madagascar | – | Kenya      | 1:1 |

### Groupe 7
| R  | Équipe  | Pts. | J | G | N | P | Buts | Diff. |
| -- | ------- | ---- | - | - | - | - | ---- | ----- |
| 1. | Tunisie | 15   | 6 | 5 | 0 | 1 | 13:3 | +10   |
| 2. | Algérie | 7    | 6 | 2 | 1 | 3 | 8:7  | +1    |
| 3. | Liberia | 7    | 6 | 2 | 1 | 3 | 7:8  | -1    |
| 4. | Ouganda | 6    | 6 | 2 | 0 | 4 | 3:13 | -10   |

| 03.10.1998 | Kampala  | Ouganda | – | Algérie | 2:1 |
| 04.10.1998 | Tunis    | Tunisie | – | Liberia | 2:1 |
| 24.01.1999 | Alger    | Algérie | – | Tunisie | 0:1 |
| 24.01.1999 | Monrovia | Liberia | – | Ouganda | 2:0 |
| 27.02.1999 | Tunis    | Tunisie | – | Ouganda | 6:0 |
| 28.02.1999 | Monrovia | Liberia | – | Algérie | 1:1 |
| 09.04.1999 | Annaba   | Algérie | – | Liberia | 4:1 |
| 10.04.1999 | Kampala  | Ouganda | – | Tunisie | 0:2 |
| 05.06.1999 | Kampala  | Ouganda | – | Liberia | 1:0 |
| 06.06.1999 | Tunis    | Tunisie | – | Algérie | 2:0 |
| 20.06.1999 | Alger    | Algérie | – | Ouganda | 2:0 |
| 20.06.1999 | Monrovia | Liberia | – | Tunisie | 2:0 |

## Barrages
Les deux équipes classées deuxièmes des deux groupes réduits à 3, en raison des qualifications automatiques des nouveaux pays hôtes (Ghana et Nigéria) prononcées en cours de compétition, retrouvent le Zimbabwe, qui devait à l'origine organiser le tournoi final, dans un groupe de barrages délivrant la dernière place qualificative.
| R  | Équipe   | Pts. | J | G | N | P | Buts | Diff. |
| -- | -------- | ---- | - | - | - | - | ---- | ----- |
| 1. | Sénégal  | 9    | 4 | 3 | 0 | 1 | 11:4 | +7    |
| 2. | Zimbabwe | 9    | 4 | 3 | 0 | 1 | 7:3  | +4    |
| 3. | Érythrée | 0    | 4 | 0 | 0 | 4 | 2:13 | -11   |

| 04.07.1999 | Asmara | Érythrée | – | Zimbabwe | 0:1 | [ 2 ] |
| 18.07.1999 | Dakar  | Sénégal  | – | Érythrée | 6:2 |       |
| 01.08.1999 | Harare | Zimbabwe | – | Sénégal  | 2:1 |       |
| 08.08.1999 | Dakar  | Sénégal  | – | Zimbabwe | 2:0 |       |
| 15.08.1999 | Harare | Zimbabwe | – | Érythrée | 4:0 |       |
| 21.08.1999 | Asmara | Érythrée | – | Sénégal  | 0:2 |       |